# Anisodes taminata
Anisodes taminata är en fjärilsart som beskrevs av Paul Dognin 1910. Anisodes taminata ingår i släktet Anisodes och familjen mätare. Inga underarter finns listade i Catalogue of Life.